# بيلوس، بارايبا
بيلوس، بارايبا بلدية في ولاية بارايبا في المنطقة الشمالية الشرقية من البرازيل.